# 이와무라성

이와무라 성의 석벽

이와무라성(일본어: 岩村城)은 기후현 에나시 이와무라 정에 있었던 제곽식 산성이다. 에도 시대 이와무라 번의 번청으로 사용되었다. 성주변에 안개가 다수 발생하기 때문에 기리가 성(霧ヶ城)이라고도 불린다.

## 개요
이와무라 성은 에나 시 남부에 위치해 있으며, 에나역에서 아케치 철도 이와무라 역 남동쪽에 위치해 있는 시로야마 산에 있다. 혼마루는 해발 721m에 있다. 일본 3대 산성중 하나이다.
혼마루 바깥에는 데마루, 니노마루가 있고, 니노마루 바깥에는 산노마루가 배치되어 있다. 혼마루에는 2층망루가 2기 있었지만, 천수는 존재하지 않았다. 산노마루 오테구치에 있었던 3층 망루가 천수라고 할 만한 것이었다.

## 역사
가마쿠라 시대 ~ 무로마치 시대

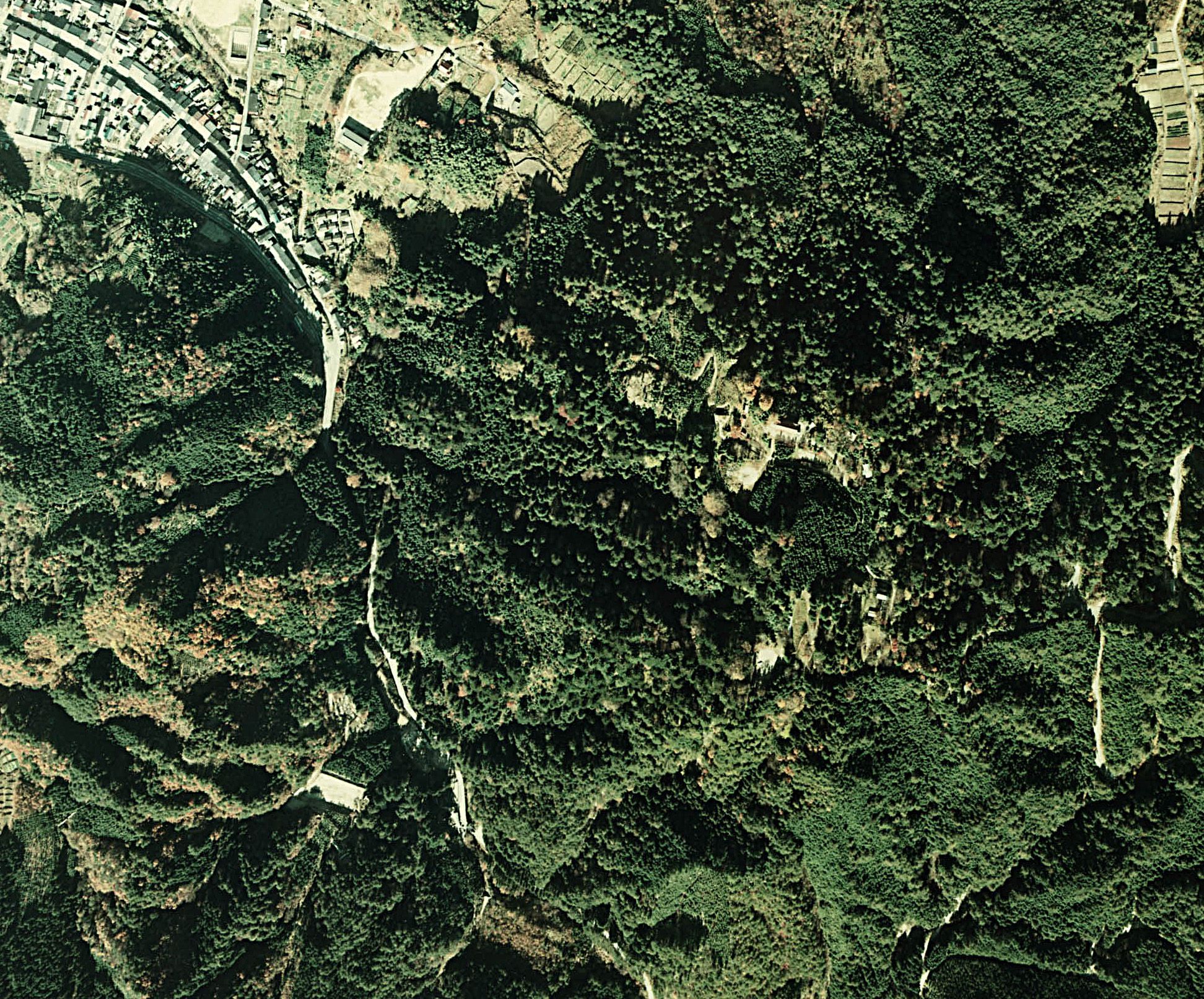
이와무라 성의 항공사진, 1976년 촬영
〈일본국토교통성〉

1185년 미나모토 요리토모의 중신이었던 가토 가게카도가 미노 국 도야마 장원의 지토로 취임했을 때 축성되었다고 한다. 일설에는 1195년이라는 설도 있다. 가게카도는 도야마 장원을 소령으로 했지만, 한번도 영지로 부임하지 않고, 가마쿠라에서 미나모토 요리토모의 측근으로 있었다. 가게카도의 아들 가게토모 대가 되어서야 소령으로 부임하여 성을 도야마로 개명하였다. 이후, 센고쿠 시대에 이를 때까지 도야마 가문이 이 지역을 다스렸다.
센고쿠 시대 ~ 아즈치모모야마 시대
1570년 다케다 신겐이 이와무라 성을 공격했지만, 오다 노부나가의 원군도 있어 이를 격퇴하였다. 1571년 성주 도야마 가게토가 병사하자 노부나가의 5남 고보마루를 양자로 들였다. 가게토의 부인은 노부나가의 숙모 오쓰야노 가타로 양자를 대신하여 이 지역을 다스렸다.
1572년 음력 10월 다케다 신겐이 상경을 목적으로 대군을 이끌고 도토미로 출진하였고, 이와 별도로 부장 아키야마 노부토모에게 3천의 병력을 주어 미노 동부를 공략하였다. 하지만, 이와무라 성은 견성으로 쉽게 함락할 수 없자, 노부토모는 성주인 오쓰야노 가타를 설득해, 부인으로 맞이한다는 조건으로 성에 무혈입성하였다. 1575년 나가시노 전투 후, 다케다 세력이 약화된 틈을 노려 오다 노부나가는 성을 탈환하였다. 적장자 오다 노부타다를 총대장으로 성을 공격하여 5개월 만에 성을 함락할 수 있었다. 개성을 조건으로 약속한 구명도 파기한 채 아키야마 노부토모 부부를 비롯 5명을 나가라 강변에서 처형하였다.
그 후, 가와지리 히데타카가 성주로 부임하여 성을 개축하였다. 1582년 다케다 정벌 후, 히데타카는 가이로 전봉되었고, 이와무라 성은 모리 가문의 거성으로 되었다. 이 무렵 모리 가의 가신 가카미 모토마사가 18년 동안 성을 개축하여 근세 성곽의 모습을 띠게 되었다.
도요토미 정권기, 성주 모리 다다마사가 시나노 가와나카지마 번으로 전봉되었고, 후임으로 다마루 나오마사가 입성하였다. 1600년 세키가하라 전투에서 서군에 가담한 다마루 가문의 영지가 몰수 되었고, 대신 오규 종가 당주 마쓰다이라 이에노리가 입성하였다. 1601년 성주 이에노리는 산정상에 있는 거관을 북서쪽 산기슭으로 옮겼고, 성하 마을을 정비하였다.
에도 시대
1645년) 오규 마쓰다이라 종가는 고즈케국 다테바야시번으로 이봉되었고, 대신 미카와국 이보 번에서 니와 우지노부가 입성하였다. 1702년 니와 가문안에서 내분이 일어났고, 이에 책임을 물어 번주 니와 우지오토를 에치고국 다카야나기번으로 이봉시켰다. 이를 대신하여 시나노 국 고모로번에서 오규 분가 당주 마쓰다이라 노리타다가 입성하였다. 이 무렵 노리타다는 번교인 문무소를 건립하였다. 이후, 메이지 유신까지 오규 분가의 거성으로 되었다.
메이지 시대 이후
- 1873년(메이지 6년) 폐성령에 따라 성은 해체 매각되었다.
- 1881년(메이지 14년) 남아 있던 번주의 저택이 소실되었다.
- 1972년(쇼와 47년) 성터에 이와무라 정 역사자료관이 개관하였다.
- 1990년(헤세 2년) 번주 저택의 일부와 문과 망루등이 복원되었다.
- 2006년(헤세 18년) 4월 6일 일본 100대 명성에 선정되었다.

## 남아있는 건조물
석벽, 우물 등이 잘 보존되어 있다. 건조물은 폐성되어 해체되었지만, 도키 문이 도쿠요지에, 아카즈노 문이 묘호지에 각각 이축되어 현존해 있다. 또, 어디 건물인지 불명확하지만, 이와무라 성의 부재가 가쓰가와 가문의 창고의 일부로 쓰였다. 이와무라 정의 하치만 신사의 본전 건물이 성안에서 이축된 것이라고 한다.

## 관광
교통
- JR 도카이 에나역에서 환승, 아케치 철도 이와무라 역에서 하차, 도보로 10분 소요.

주변 문화시설 및 관광명소
- 이와무라 정 역사자료관
- 이와무라 양조 (주) - 술의 제조과정 견학, 시음
- 이와무라 성하마을 - 중요전통적건조물군 보호지구

## 같이 보기
- 일본의 3대 산성
  - 다카토리 성
  - 마쓰야마 성
  - 이와무라 성
- 일본 비경 100선